# Южно-Сахалінськ

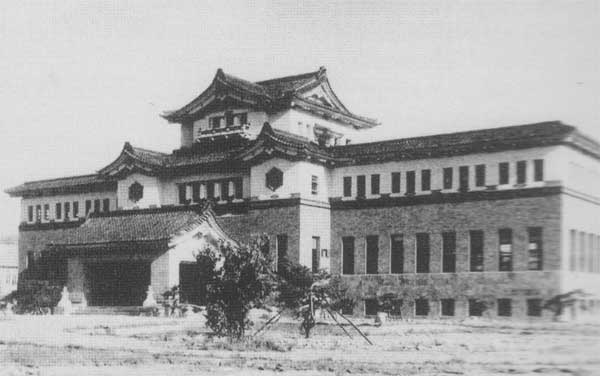
Южно-Сахалінський музей за часів адміністрації Токіо

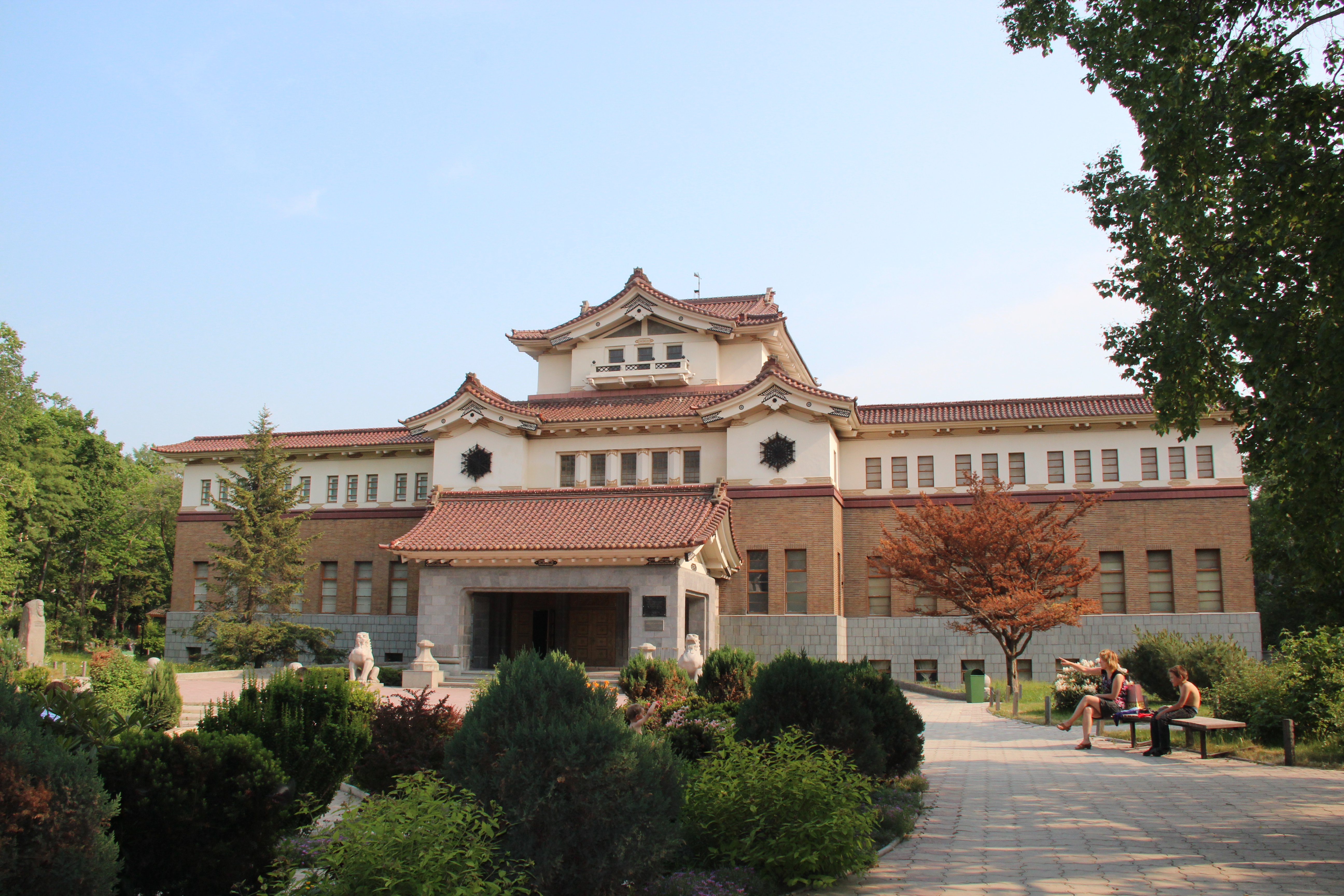
Южно-Сахалінський музей у 2012

Ю́жно-Сахалі́нськ (рос. Ю́жно-Сахали́нск, досл. «Південно-Сахалінськ») або Тойохара (яп. 豊原市) — місто (з 1946) у Російській Федерації, адміністративний центр Сахалінської області. Розташований у південно-східній частині Сахаліну, на річці Сусуя. Заснований у 1882 році як село Владимировка. У 1905—1946 роках перебував у складі Японської імперії, називався Тойохара (яп. 豊原市, латиніз.: Toyohara-shi).
Для пересування областю іноземці мають отримати дозвіл Федеральної служби безпеки (ФСБ) і прикордонної служби.

## Історія
Місто виникло як невелике російське поселення Владимировка, засноване в'язнями в 1882 році. Згідно з Портсмутським мирним договором від 1905 року, який завершив російсько-японську війну 1904—1905, Південний Сахалін відійшов до Японської імперії. Владимировка була перейменована на Тойохара (що означає Родюча долина) і стала столицею японської префектури Карафуто.
Наприкінці Другої світової війни японська частина острова Сахалін була окупована Червоною армією. Місто перейшло під управління РРФСР і перейменоване на Южно-Сахалінськ.

## Клімат
Южно-Сахалінськ, як і весь острів Сахалін, входить у зону мусонів помірних широт. Середньорічна температура становить +2,7 С. Найхолоднішим місяцем є січень із середньодобовою температурою −13,9 °C, найтепліший — серпень з середньодобовою температурою 17,5 °C.
Тривалість періоду зі середньодобовою температурою нижче 0 °C становить 154 доби, тривалість опалювального періоду 230 діб. Середня температура найхолоднішої п'ятиденки −24 °C. Абсолютний мінімум температури повітря −36 °C припав на січень 1961. Максимальна температура повітря відзначалася в липні 1955 року і склала 34,4 °C тепла (за даними кліматичного монітора, максимальна температура повітря відзначалася в серпні).
Снігове навантаження 400 кг/м² (VI район). Вітрове навантаження — 60 кг/м² (V район). Кліматичний район — II Г.
| Показник               | Січень | Лютий | Березень | Квітень | Травень | Червень | Липень | Серпень | Вересень | Жовтень | Листопад | Грудень | Рік  |
| Абсолютний максимум °С | 3      | 6     | 13       | 21      | 28      | 30      | 32     | 34.4    | 30       | 23      | 18       | 8       | 34.4 |
| Середній максимум °С   | -8.7   | -7.1  | -0.3     | 6.8     | 13.0    | 17.4    | 21.0   | 22.4    | 18.6     | 11.8    | 3.0      | -3.4    | 7.8  |
| Середня температура °С | -13.9  | -13.0 | -6.2     | 2.4     | 7.7     | 12.1    | 16.3   | 17.5    | 13.2     | 6.7     | -1.8     | -8.7    | 2.7  |
| Середній мінімум °С    | -19.1  | -19   | -12.2    | -2      | 2.4     | 6.8     | 11.7   | 13      | 7.8      | 1.6     | -6.6     | --14    | -2.4 |
| Абсолютний мінімум     | -36    | -35   | -30      | -17     | -6      | -2      | 2      | 1       | -4       | -9      | -23      | -29     | -36  |
| ---------------------- | ------ | ----- | -------- | ------- | ------- | ------- | ------ | ------- | -------- | ------- | -------- | ------- | ---- |
| Норма опадів           | 48     | 43    | 42       | 58      | 70      | 54      | 87     | 105     | 107      | 98      | 81       | 63      | 836  |

## Економіка
Через значні інвестиції нафтових компаній ExxonMobil і Shell у Южно-Сахалінську спостерігається значне економічне зростання. Хоча це зростання відбувається головним чином у північній частині острова, обидві компанії мають штаб-квартиру й житлові комплекси в місті Южно-Сахалінськ. Попит на природні ресурси Японії, Китаю та Південної Кореї забезпечують економічний підйом для всього острова.
Незважаючи на значні поклади газу і значні інвестиції від газових компаній, обласна адміністрація наразі не має планів з газифікації населених пунктів острова.

## Транспорт
Місто обслуговує аеропорт Южно-Сахалінськ. У місті розташована штаб-квартира Сахалінської залізниці, побудована японською адміністрацією на початку 20 століття.

## Освіта
- Сахалінський державний університет
- Южно-Сахалінський інститут (філія) Російського Державного торговельно-економічного університету
- Южно-Сахалінський інститут економіки, права та інформатики
- Філія Далекосхідного державного університету шляхів сполучення
- Філія Сучасної гуманітарної академії
- Філія Тихоокеанського державного економічного університету
- Філія РЕА ім. Г. В. Плеханова
- Філія Далекосхідного юридичного інституту
- Філія Далекосхідного державного технічного університету в Южно-Сахалінську (ДВПІ ім. Куйбишева)

## Демографія
Більшість мешканців міста є етнічними росіянами, але також існує значна громада корейців. З 43000 Сахалінських корейців половина, за оцінками, проживає в м. Южно-Сахалінську, що є приблизно 12 % населення міста. Окрім того, є маленькі громади корінних нечисленних народів, на кшталт айну, нівхи й ороки.

## Культура
У місті діє Сахалінський міжнародний театральний центр імені А. П. Чехова.

## Персоналії
- Майорова Олена Володимирівна (1958—1997) — російська акторка.
- Хорошун Едуард Миколайович — український військовий хірург, полковник медичної служби Збройних сил України, учасник російсько-української війни. Герой України.